# Flugplatz Reichelsheim
Flygplats Reichelsheim (tyska: Flugplatz Reichelsheim) är en Verkehrslandeplatz utanför staden Frankfurt am Main.
Flygplatsen ligger 28 kilometer norr om Frankfurt am Mains stadscentrum. 
Flygplatsen ligger 2,5 kilometer söder om Reichelsheims stadscentrum.
Flygplatsen invigdes 1962.
Idag har flygplatsen två startbanor.
Flygplatsen ägs och sköts av Flugplatz Reichelsheim-Wetterau GmbH & Co. KG.

## Galleri

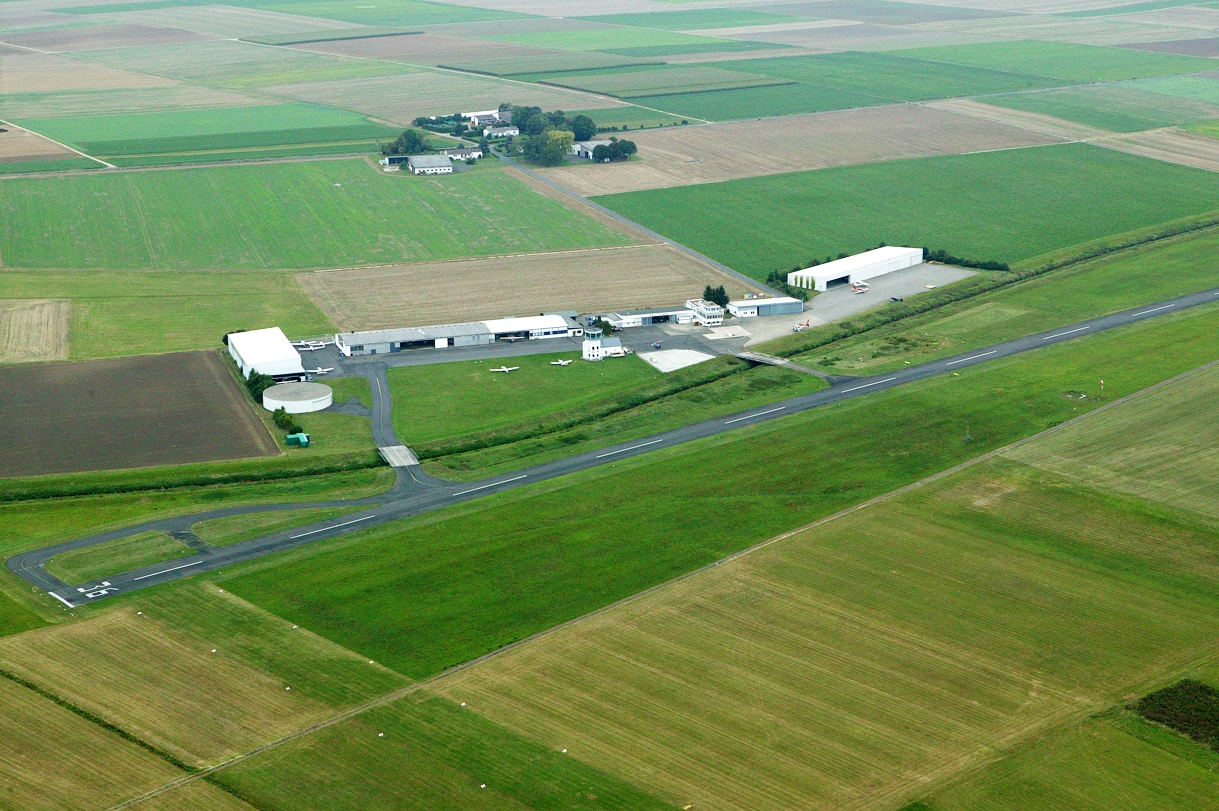
Gamla startbana